# Ziggy Alberts
Ziggy Alberts (luglio 1994) è un cantante, produttore discografico e ambientalista australiano.
Nel corso della sua carriera ha ricevuto una candidatura a un ARIA Awards nella categoria "Best Blues and Roots Album" nel 2021, oltre a una vittoria e varie candidature agli APRA Awards, una candidatura agli Environmental Music Prize e una agli AIR Awards.

## Biografia
Cresciuto sulla Sunshine Coast, nel Queensland, ha studiato da autodidatta fino all'età di dieci anni, per poi frequentare una scuola pubblica che ha completato a 16 anni; alla stessa età ha ricevuto una chitarra in regalo dai genitori.
Dopo aver iniziato a girare la costa est dell'Australia nel 2011 come artista di strada, ha esordito discograficamente nel 2012 con la pubblicazione del suo primo EP autoprodotto, Feels Like Home. Subito dopo ha fondato l'etichetta discografica Commonfold Records, con la quale ha pubblicato gli album Made of Water e Land & Sea.
Specializzatosi nei testi in temi di sensibilizzazione ambientale, dopo aver pubblicato l'EP Four Feet in the Forest (che ha vinto un disco di platino), si è fatto notare sempre più in Australia, dove ha svolto un tour di 44 date intitolato Start Over Summer Tour, e poi anche a livello internazionale realizzando un tour europeo (Tell Me European Tour) durante il quale ha toccato undici nazioni esibendosi tra l'altro in Francia alla Festa della musica, in Germania al festival Bocum Total e nei Paesi Bassi ai festival Mundial e Surfana.
Nel settembre 2017 ha realizzato il singolo Love Me Now, che insieme ai successivi Laps Around the Sun e Stronger ha anticipato la pubblicazione del terzo album Laps Around the Sun avvenuta nel 2018, sempre per la sua etichetta, la Commonfolk. Il disco è stato il primo grande successo discografico anche da un punto di vista commerciale, avendo raggiunto la nona posizione della classifica ufficiale italiana ARIA e ottenuto due dischi di platino per le copie vendute. Con questo album l'artista non si è discostato dai temi ambientalisti che caratterizzano la sua produzione, e in particolare qui ha posto l'accento sull'importanza di proteggere la vita delle creature marine.
Nel luglio 2019 ha pubblicato l'EP dal vivo A Postcard from an Australian Summer, seguito poche settimane dopo dal singolo Intentions (22). Nel dicembre dello stesso anno, ARIA ha premiato il cantante per aver conquistato nel corso dell'anno sei dischi d'oro per altrettanti brani e due dischi di platino per due brani e un EP.
In seguito agli incendi boschivi verificatisi in quel periodo, nel gennaio 2020 ha pubblicato il singolo Together, il cui 10% del ricavato dagli streaming avvenuti nel primo mese della pubblicazione è stato donato in beneficenza. Pochi mesi dopo, nel giugno dello stesso anno, ha pubblicato il singolo Don't Get Caught Up, scritto nell'aprile 2020 nel pieno della crisi pandemica da Covid-19. Il brano ha suscitato tuttavia diverse polemiche, in quanto il testo sembrava supportare le tesi dell'antivaccinismo e la teoria del complotto del 5G. In risposta il cantante ha fatto sapere di essere solidale nei confronti di chi non si proteggeva con l'utilizzo di dispositivi di protezione come le mascherine chirurgiche o sceglieva di non farsi inoculare il vaccino. Subito dopo, nel mese di settembre, ha pubblicato l'EP acustico Truly Acoustic, mentre dall'anno successivo ha stipulato un accordo con la Ingrooves Music per la distribuzione internazionale della produzione della Commolfolk Records. Nel marzo 2021 ha pubblicato il suo quarto album in studio, Searching for Freedom, che ha riscosso un buon successo venendo inoltre nominato ad un ARIA Awards nella categoria "Best Blues and Roots Album".
Nel 2022 ha pubblicato il suo quinto album in studio, Dancing in the Dark.

## Discografia

### Album in studio
- 2013 - Made of Water
- 2014 - Land & Sea
- 2018 - Laps Around the Sun
- 2021 - Searching for Freedom
- 2022 - Dancing in the Dark

### EP
- 2012 - Feels Like Home
- 2016 - Four Feet in the Forest
- 2019 - A Postcard from an Australian Summer
- 2020 - I Won't Give Up (con gli Horrorshow)
- 2020 - Truly Acoustic

### Singoli
- 2013 - Simple Things (The Ocean Song)
- 2014 - Days in the Sun
- 2014 - Gone (The Pocahontas Song)
- 2015 - Runaway
- 2016 - Four Feet in the Forest
- 2017 - Heaven
- 2018 - Love Me Now
- 2018 - Juke Jam (Triple J Like a Version)
- 2018 - Laps Around the Sun
- 2018 - Stronger
- 2018 - Yu (A Song for Koda)
- 2018 - On Hold
- 2019 - Bright Lights
- 2019 - Intentions (22)
- 2020 - Together
- 2020 - Don't Get Caught Up
- 2020 - Heaven Part 2 (con gli Horrorshow)
- 2020 - Heartbeat
- 2021 - Letting Go
- 2021 - I Believe
- 2022 - Tattoos
- 2022 - The Great Divide
- 2022 - The Sun and the Sea (con Donovan Wood)
- 2022 - Campfire
- 2022 - Rewind